# Parafia Wszystkich Świętych w Miżyńcu
Parafia Wszystkich Świętych w Miżyńcu − parafia rzymskokatolicka znajdująca się w archidiecezji lwowskiej w dekanacie Sambor.